# Cueva de Ardales
Cueva de Ardales, också känd som cueva de doña Trinidad Grund, är en grotta belägen i kommunen Ardales (Málaga, Andalusien, Spanien). Det är en förhistorisk arkeologisk fyndplats med konst från äldre stenåldern.
Grottan är 1,5 km lång. Inuti finns målningar som föreställer 56 djur från den paleolitiska perioden, samt en viktig neolitisk plats (3800 f.Kr.) och flera kalkolitiska begravningar (2700 f.Kr.).
Tidskriften Science publicerade i februari 2018 resultaten från några undersökningar som visade att klippkonsten i Cueva de Ardales, tillsammans med Cueva de Maltravieso (Cáceres) och La Pasiega (Kantabrien), var de äldsta konstnärliga verken i världen, daterade till mer än 65 000 år gammal och därmed måste den ha skapats av neandertalare.

## Historia
Grottan upptäcktes 1821, efter en jordbävning som lämnade entrén till grottan öppen. Två år senare tog man en entréavgift av två realer, och skapade så den första grottan i Spanien som tillät besök. Det var Pascual Madoz som 1845 tillkännagav grottans värde i sin Diccionario Geográfico y Estadístico de España.
Den förklarades som ett nationalmonument 1931.